# Гетманец, Михаил Федосеевич
Михаи́л Федосе́евич Ге́тманец (укр. Михайло Федосійович Гетьманець; 16 сентября 1923 года, Китайгород, Киевская губерния — 29 апреля 2021 года, Харьков, Украина) — советский и украинский филолог и педагог. Доктор филологических наук, профессор Харьковского национального педагогического университета им. Г. С. Сковороды. Автор более 20-ти книг по истории русской и украинской литературы, педагогике, истории, языку, а также мемуаров и художественной публицистики.

## Биография
Родился 16 сентября 1923 года в с. Китайгород, Украина. Родители — крестьяне, переехавшие в 1931 году в Харьков на строительство тракторного завода.
В 1940 году окончил с отличием школу № 113 г. Харькова и поступил на русское отделение филологического факультета Харьковского университета.
С 1941 по 1945 участвовал в Великой Отечественной войне в звании старшего сержанта-артиллериста.
В 1950 году завершил учёбу в Харьковском университете и был рекомендован в аспирантуру при кафедре истории русской литературы.
В 1954 году защитил кандидатскую диссертацию «Творчество П. А. Павленко».
С 1953 года работает в Харьковском педагогическом институте (теперь — университете) преподавателем, доцентом, деканом, ректором, профессором. В течение 30 лет (1956—1986) заведовал кафедрой русской и мировой литературы.
В 1980 году защитил в Киевском университете диссертацию на степень доктора филологических наук: "А. С. Макаренко и советская литература 20-30-х годов (роль писателя в утверждении концепции социалистической личности), оказавшуюся первой докторской диссертацией по макаренковедческой проблематике в СССР.
Михаилом Федосеевичем разрабатывались вопросы вклада А. Макаренко в развитие литературоведения и литературной критики, художественных особенностей «Педагогической поэмы», роли педагога-писателя в становлении концепции нового человека в советской литературе 1920—1930-х годов и др. В последние годы наблюдался невероятный всплеск макаренковедческой активности учёного, его волновали темы «Макаренко и религия», «Макаренко и Украина», а также социально-политические, философско-эстетические и национальные аспекты мировоззрения педагога-писателя.

«Было время, когда мы защищали Макаренко от западных „буржуазных идеологов“, а теперь они защищают его от нас „бывших большевиков“, которые не в состоянии освободиться от идеологем советского времени и объективно оценить его наследие. Приходится снова ставить вопрос перед общественностью, — кто такой Макаренко?»
М. Гетманец

Издал более 40 работ о трудах и жизни Антона Макаренко, в том числе книги: «А. С. Макаренко — литературный критик» (1971), «Макаренко и концепция нового человека в советской литературе 20—30-х годов» (1978), «Я — писатель Макаренко» (2011), «Статьи о Макаренко педагоге и писателе» (2013), «А. С. Макарено і Україна» (2015). Последние три в соавторстве с внучкой. В течение 20 лет сотрудничал с мировым центром макаренковедения — лабораторией Макаренко-реферат в Марбургском университете (ФРГ).

## Научная деятельность
Одно из главных направлений его исследовательской деятельности — «Слово о полку Игореве», которому он посвятил книги «Тайна реки Каялы» (1962, 1989, 2003), «Велике і вічне „Слово о полку Ігоревім“ (1998), „Слово о полку Ігоревім“ у школі» (2001), "Статті про «Слово о полку Ігоревім» (2008), «Тайна Каялы в свете науки, логики и здравого смысла» (2012), «Каяла» (2013), а также более 40 статей. Широкую известность получила его книга «Тайна реки Каялы», в которой отражены результаты его 40-летнего поиска местности, где происходили описанные в «Слове» события. Впервые соединив теоретическое изучение проблемы с широкомасштабными местными изысканиями, организовал экспериментальный конный поход по маршруту войска князя Игоря. Результаты исследований обобщены в книге «Каяла» (2013).
Труды М. Ф. Гетманца, посвящённые «Слову», высоко оценены научной общественностью, о чём свидетельствуют отзывы авторитетных ученых, а также статьи в «Літературній енциклопедії» (Киев), «Энциклопедии „Слова о полку Игореве“ (Санкт-Петербург), „Слово о полку Игореве“ в литературе, искусстве и науке» (Минск) и других изданиях.
М. Ф. Гетманец — известный исследователь литературно-педагогического наследия А. С. Макренко, автор книг «А. С. Макаренко — литературный критик» (1971), «Макаренко и концепция нового человека в советской литературе 20—30 годов» (1978), «Я — писатель Макаренко» (2011), а также многих статей.
М. Ф. Гетманец — почётный член Союза писателей Украины, автор книг «Про себе i про час» (2006, 2011), «О Харькове и не только» (2012), «Размышления педагога» (2014), «Педагогические этюды» (2016), «История как педагогика» (2016), «Про рідну мову» (2018), публицистических статей в периодической печати. В 2017 году вышли «Избранные труды в 3-х томах. История. Педагогика. Литература».
М. Ф. Гетманец подготовил 5 докторов и 16 кандидатов филологических наук.
В 2013 году общественность отметила 90-летие со дня рождения и 60-летие непрерывной научно-педагогической деятельности учёного статьями: «Педагог, учёный, гражданин» (Сб. трудов учеников, Харьков), «Человек большой и славной судьбы» («Время», газета, Харьков), «Река нашей истории» (Рецензия на книгу «Каяла», «Литературная газета», Москва).

## Из библиографии
- Гетманец М. Ф. Роман А. Н. Толстого «Пётр Первый» в оценке А. С. Макаренко // Вопр. рус. лит.: Межвуз. респ. сб. — Вып. 2. — Львов, 1966, с. 49-
- Гетманец М. Ф. Об одной дискуссии и её отголосках // Науч. докл. высш. шк. Филол. науки. — 1967. — № 1. — С. 79-
- Гетманец М. А. С. Макаренко — литературный критик. — Х. : Изд-во Харьк. ун-та, 1971. — 65 с.
- Гетманец М. Ф. А. С. Макаренко о повести Г. Белых и Л. Пантелеева «Республика ШКИД» // А. С. Макаренко: сб. статей. Кн. 9 / Ред. кол. : Г. В. Бердов, Н. М. Грищенко, Л. П. Здоровцова, Ф. И. Науменко (отв. ред.) и др.; Львовский гос. ун-т им. Ивана Франко. — Львов : Вища шк., 1974. — С. 79-89.
- Гетманец М. Нужны общие усилия: Письмо в редакцию // Учительская газета. — 1974. — 18 июня.
- Гетманец М. Ф. Из архива А. С. Макаренко // А. С. Макаренко: сб. статей. Кн. 9 / Ред. кол. : Г. В. Бердов, Н. М. Грищенко, Л. П. Здоровцова, Ф. И. Науменко (отв. ред.) и др.; Львовский гос. ун-т им. Ивана Франко. — Львов : Вища шк., 1974. — С. 99-104.
- А. С. Макаренко на Украине: Методические рекомендации по организации школьных экскурсий / М. Ф. Гетманец. — Х., 1975. — 24 с. — В надзаг.: Харьк. обл. совет пед. о-ва. Лаб. эксперим. дидактики ХГПИ. Обл. ин-т усовершенствования квалификации учителей.
- Гетманец М. Ф. А. С. Макаренко и концепция нового человека в советской литературе 20-30-х годов. — Х.: Вища шк. Изд-во при Харьк. ун-те, 1978. — 247 с.
- Гетманец М. Ф. «Педагогическая поэма» А. С. Макаренко на факультативных занятиях в школе // Рус. яз. и лит. в шк. Укр. ССР. — 1978. — № 1. — С. 56-
- Гетманец М. Ф. А. С. Макаренко о Льве Толстом / М. Ф. Гетманец // А. С. Макаренко : к 90-летию со дня рождения / Львов. гос. ун-т им. И. Франко. — Львов : Вища шк., 1978. — С. 89-92.
- Гетманец М. Ф. «Сказана моя маленькая, но необходимая правда» / М. Ф. Гетманец // А. С. Макаренко : к 90-летию со дня рождения / Львов. гос. ун-т им. И. Франко. — Львов : Вища шк., 1978. — С. 111—118.
- Гетманец М. Ф. Человек в «Педагогической поэме» А. С. Макаренко / М. Ф. Гетманец // А. С. Макаренко — педагог и писатель : Тез. докл. и сообщ. респ. науч. конф. «Педагогическое наследие А. С. Макаренко и современные проблемы коммунистического воспитания», посвящ. 90-летию со дня рождения выдающегося советского педагога и писателя / Сумской гос. пед. ин-т им. А. С. Макаренко. — Сумы, 1978. — С. 274—276.
- Гетманец М. Ф. А. С. Макаренко и советская литература 20-30-х годов. (Роль писателя в утверждении концепции социалистической личности): Автореф. дис.. … докт. филол. наук / КГУ им. Т. Г. Шевченко. — К., 1979. — 38 с.
- Гетманец М. Ф. Новое издание сочинений А. С. Макаренко // Сов. пед. — 1984. — № 7. — С. 120—122. (Рец. на: Макаренко А. С. Педагогические сочинения : В 8-ми т. — М. : Педагогика, 1983. — Т. 1-3)
- Гетманец М. Ф. Изучение наследия А. С. Макаренко в ФРГ // Творческое наследие А. С. Макаренко и совершенствование подготовки педагогических кадров : Тез. докл. и выступлений на Всесоюз. науч.-практ. конф., посвящ. 100-летию со дня рождения А. С. Макаренко. — Полтава, 1988. — С. 348-
- Гетманец М. Ф. Некоторые проблемы изучения наследия А. С. Макаренко // Творческое наследие А. С. Макаренко и современная школа: Тез. докл. и сообщ. на Респ. науч.-практ. конф., посвящ. 100-летию со дня рождения выдающегося сов. педагога. — Сумы, 1988. — С. 192-
- Гетманец М. Ф. С установкой на историзм // Сов. пед. — 1989. — № 4. — С. 150—153. [Рец. на: Hundert Jahre Anton Makarenko. Neue Studien zur Biographie / Hrsg. von G. Hillig. — Bremen: Edition Temmen, 1988, 303 s.]
- Гетманец М. Ф. С установкой на историзм / М. Ф. Гетманец // 25 лет лаборатории «Макаренко — реферат» / Науч.-исследоват. центр сравнительной педагог. Марбургского ун-та. — Марбург, 1993. — С.150-153.
- Гетманец М. Ф. А. С. Макаренко — писатель: взгляд с исторической дистанции // Русский язык и литература в учебных заведениях. — 2008. — № 3. — С. 23-29.
- Гетманец М. Ф. А. С. Макаренко-писатель сквозь призму времени // Наукові записки Харківського національного педагогічного університету ім. Г. С. Сковороди: Серія літературознавство / Ред. кол. : Л. Г. Фрізман (гол. ред.) та ін. — Вип. 1 (57). — Частина друга. — Харків: ППВ «Нове слово», 2009. — С. 4-11.
- Гетманец М. Памятники Харькова / Михаил Гетманец // Время. — 2011. — 15 декабря. — С. 4.
- Гетманец М. Ф. А. С. Макаренко и религия Архивная копия от 1 мая 2021 на Wayback Machine / М. Ф. Гетманец, И. О. Гетманец. — Харьков : Б. и., 2011. — 56 с.
- Гетманец М. Ещё раз о памятниках / Михаил Гетманец // Время. — 2013. — 24 января. — С. 9.
- Гетманец М. Ф. Статьи о Макаренко педагоге и писателе / Михаил Федосеевич Гетманец, Ирина Олеговна Гетманец. — Х. : Майдан, 2013. — 170 с.

## Награды
Награждён медалью «За отвагу», орденами «Отечественной войны 2-й степени», «За мужество» и юбилейными медалями.